# Aprophata hieroglyphica
Aprophata hieroglyphica es una especie de escarabajo longicornio del género Aprophata, subfamilia Lamiinae. Fue descrita científicamente por Schultze en 1934.
Se distribuye por Filipinas. Es de color negro brillante, con franjas estrechas y onduladas en los élitros. Antenas grises y largas.